# Ральф Моджеєвський
Ральф Моджеєвський (Рудольф Моджевський) (пол. Rudolf Modrzejewski; 27 січня 1861 Бохня — 26 червня 1940 Лос-Анджелес) — польський і американський інженер, будівельник залізниць і мостів, фахівець в галузі будівництва підвісних мостів.

## Життєпис
Він був сином польської акторської пари Олени Моджеєвської та Густава Зімайера. Коли Рудольфу було 6 років, його батько, який раніше розлучився з Оленою, викрав його і три роки ховав його. У віці п'ятнадцяти років Рудольф та його мати емігрували до Сполучених Штатів Америки. Громадянство США, отримані при навчанні в Парижі в Національній школі мостів та доріг, в 1883 році. Перша спроба в 1880 році здати вступні іспити (посів 27-е місце, і там було 25 вакансій) була невдала. Тоді він збирався стати піаністом — в молодості він познайомився з Ігнацієм Падеревським. Врешті-решт, однак він був прийнятий до цього престижного університету через рік. У Франції офіційно використовується ім'я Ральф Моджеска, скорочення важко помітити (Modrzejewski) і зробило його простіше для людей в артикуляції. Однак він ніколи не розривав своїх контактів з Польщею — він багато писав по-польськи і завжди підкреслював своє походження. Листування на польській мові, адресоване країні, завжди було підписано повним польським ім'ям Рудольф Моджеєвський. 28 грудня 1885 року він одружився з Фелічі Бендою у Польській католицькій церкві в Нью-Йорку. У них було троє дітей: Фелікс, Маріла та Кароль. У 1933 році подружжя розлучилися після багатьох років розлуки. У тому ж році Моджеєвський одружився з Марією Т. Гіблін своєю коханкою.

## Кар'єра
Він повернувся в США з Парижа — закінчивши навчання з відзнакою — 1885 і працював під керівництвом інженера, першого конструктора, «батька американського будівництва мостів» Джорджа С. Морісона. У 1893 році він заснував свою власну студію дизайну в Чикаго (які все ще існують сьогодні під назвою Modjeski & Masters, після приєднання до нього в 1924 році Frank M. Masters). У 1911 році він отримав докторський ступінь в області інженерного університету штату Іллінойс, в 1922 році, Медаль Франкліна, в 1929 році Джон Fritz золоту медаль.
Всесвітньо відомий інженер, будівельник залізниць та мостів. Фахівець у будівництві підвісних мостів. Він побудував майже 40 мостів на найбільших річках Північної Америки. Він відіграв значну роль як педагог наступних поколінь американських конструкторів та мостів. Він був спеціалістом в практичному використанні при будівництві підвісних мостів пружних сталевих опор, замість раніше використовуваної цегляної вежі. Маса моста структури в значній мірі висить над водою, а не покладається на опорах. З нагоди 75-й дня народження в 1936 році, вартість побудуваних ним мостів було оцінено в $ 200 млн. Його учнем був творець знаменитого мосту Золоті Ворота в Сан-Франциско — Джозеф Б. Штраусс.

## Пам'ять
- У березні 2008 року міст Fordoński у Бидгощі був названий на честь Рудольфа Модржеєвського.
- Конструктор також є покровителем Шкільного комплексу геодезичних доріг у Познані.

## Кар'єра в датах
- 1882—1885 рр — навчання в Національній школі мостів і доріг в Парижі, який закінчується з відзнакою,
- 1885 — помічник конструктора мостів — Джорджа С. Морісона,
- 1893 — власний будівельний офіс у Чикаго,
- 1902—1905 — przedsiębiorstwo&Noble Modejski реалізовує проект моста в Фівах Південного Іллінойсу і Міссурі, де компанія вперше на такому великому масштабі використовується для створення бетонних прольотів.
- 1903 — Американська преса вважає Рудольфа Моджеєвського, як найбільшого фахівця в будівництві мостів, визнаний Асоціацією по ASCE технічним інженером року,
- 1911 р. — кандидат технічних наук в Іллінойському університеті,
- 1913 р. — наукова дисертація з розробки величезних мостів,
- 1922 р. — медаль Франкліна,
- 1929 р. — є лауреатом золотої медалі Джона Фріца, вищої американської нагороди в галузі машинобудування,
- 1929 р. — Почесний доктор Львівської політехніки[10].

## Його проекти
Загалом, на американських річках, Модзежевський побудував понад 30 мостів, у тому числі:
- Thebes Bridge, штат Міссісіпі, Фів, штат Іллінойс (1904),
- Міст МакКінлі (1910),
- Міст-шосе Чері-стріт (1912 р.),
- Міст Харахан в Мемфісі (1916),
- Квебекская залізниця в Канаді (1917),
- Міст Бенджаміна Франкліна у Філадельфії (1926),
- Міст посольства в Детройті (1929),
- Серединний міст Гудзона в Паугкіпсі (1930),
- Хуей П. Лонг в Новому Орлеані (1936),
- Міст Сан-Франциско-Окленд Бей, що з'єднує Сан-Франциско з Оклендом через затоку Сан-Франциско (1936),
- Блакитний водний міст, що з'єднує Порт Гурон (штат Мічиган, США) з Сарнією (Онтаріо, Канада) (1938).